# Цвијетин Благојевић
Цвијетин Благојевић (Лопаре, 10. април 1955) бивши је српски и југословенски фудбалер, након завршетка играчке каријере постао је фудбалски тренер.

## Биографија

### Клупска каријера
Рођен је 10. априла 1955. године у мајевичком градићу Лопаре. Као дете је отишао да тренира фудбал у Слободи из Тузле 1966. године код познатог стручњака за млађе селекције Браце Беванде. Прошао је све млађе категорије до првог тима. Први професионални уговор је потписао 1974. године, а у Првој лиги Југославије дебитовао на стадиону Максимир 1976. године. Била је то генерација Слободе са Џевадом Шећербеговићем, Сафетом Сарајлићем и Џемалом Мујезиновићем. Играо је добро неких годину и по дана и био стандардни првотимац Слободе.
Његове игре приметили су челници Црвене звезде, али убрзо је за њега био заинтересован и Партизан. Одлучио је 1978. године да пређе у Црвену звезду иако су му из Партизана нудили дупло више новца. Дебитовао је за Звезду против Будућности из Титограда. Већ у првој сезони Звезда је играла финале Купа УЕФА са Борусијом из Менхенгладбаха, а Благојевић је проглашен за четвртог најбољег играча у Европи. Његови голови против Арсенала (1:0) у Београду и Спортинга у Хихону (1:0) донели су важне победе „црвено-белима”, а Благојевић је против тима из Лондона центрирао Душану Савићу за погодак на Хајберију који је донео Звезди пласман у четвртфинале Купа УЕФА, а касније су стигли и до финала.
Титула у првенству је стигла на крају сезоне 1979/1980, био је стандардни члан прве поставе са 31 одиграном утакмицом уз два постигнута гола. Исте сезоне Благојевић је постигао антологијски погодак у Купу УЕФА готово са центра терена против Карл Цајс Јене у победи на гостовању од 3:2 у реваншу другог кола. Играо је на свих шест мечева у овом такмичењу, а „црвено-бели” су заустављени у осмини финала против минхенског Бајерна (0:2 и 3:2). Наредне сезоне је у одбрани шампионске титуле забележио 16 мечева у јесењем делу првенства. У освајању Купа Југославије 1982. године одиграо је један меч, али те сезоне није био стандардан у екипи. Следеће сезоне је достигао бољу форму и одиграо 20 првенствених утакмица уз један постигнут гол. Забележио је и три меча у јесењем делу првенства 1983/84, па се води и као члан тима који је освојио титулу у тој сезони.
Са мање успеха фудбалску каријеру је наставио у грчком Егалеу. Играо је још за шведски Васалундс (1984/85), португалски Маритимо (1985/86) и за Слободу из Тузле (1986/87), где је и завршио играчку каријеру.

### Позив у репрезентацију
Године 1978, био је позван у репрезентацију Југославије када је био селектор Анте Младинић. Није одиграо ниједан званичан меч, иако је требало да игра ипак није добио прилику, тада су уместо њега играли Јанковић и Момчило Вукотић.

### Тренер
Прва екипа коју је водио са клупе у Шведској био је нижеразредни клуб „Шумарице” у ком су играли југословенски исељеници и доводи их од Пете лиге до Друге лиге. Други тим је исто био југословенски, звао се „Плави тим”, којег је из четвртог ранга такмичења увео у Трећу лигу.
Као тренер водио је клубове из Републике Српске, међу којима је била и Козара из Градишке са којом се пласирао у Премијер лигу БиХ. Био је шеф стручног штаба у Радничком из Обреновца и у Железнику, као и у Раднику из Сурдулице. Једно време је провео као тренер у Омладинској школи Црвене звезде, где је предводио талентовану генерацију играча рођених 1995. године.
Године 2016. био је први тренер екипе Дрине из Зворника у Премијер лиги БиХ, на крају сезоне је добио отказ. Након тога ради као скаут за Црвену звезду.

## Успеси
- Црвена звезда
  - Првенство Југославије: 1979/80, 1980/81, 1983/84.
  - Куп Југославије: 1981/82.[17]